# The Mighty Boosh

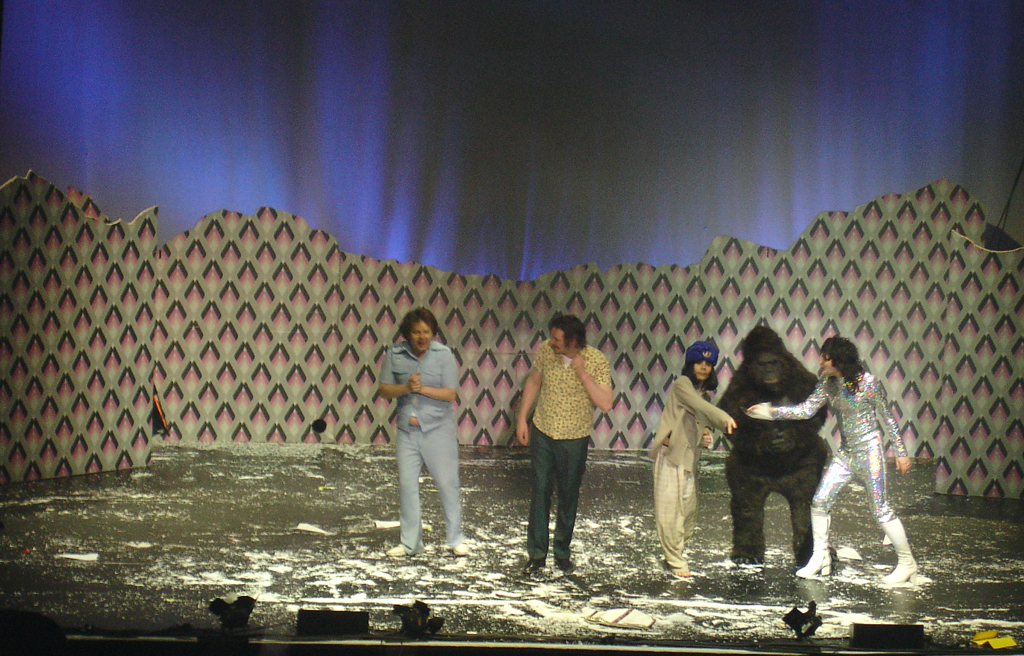
Cast van The Mighty Boosh bij een stage show in 2006

The Mighty Boosh is een Britse komedie die bij zijn fans een cultstatus bereikt heeft. De verschillende incarnaties zijn een theatershow, een BBC-radioserie en een BBC-televisieserie. The Mighty Boosh is gecreëerd door Julian Barratt en Noel Fielding, die respectievelijk Howard Moon en Vince Noir spelen. De show gaat over de twee vrienden en hun surreële en magische avonturen.
De bizarre titel is ontstaan door een opmerking die Noel het Portugese vriendje van zijn broer (Michael Fielding) over diens haar hoorde maken. Michael zijn kapsel had iets mee van een gigantische afro en zijn vriendje, toen een jaar of vijf, zei dat hij "a mighty bush" had, maar door zijn accent klonk het als een "a mighty boosh". Noel vond dat heel grappig klinken en zo was de beslissing gemaakt. Ze wilden niet bekendstaan als Barratt en Fielding omdat dat hen deed klinken als een advocatenkantoor.
Als theatervoorstelling had The Mighty Boosh geen vast decor, maar de radioserie en de eerste televisieserie vonden plaats in een dierentuin, namelijk Bob Fossil's Funworld ("Where fun, plus world, equals... Worldfun"), later gekend als The Zooniverse. Hoewel de afleveringen altijd begonnen en eindigden in de dierentuin, gingen ze tijdens hun avonturen naar meer exotische en bizarre oorden, zoals de Noordse toendra en Limbo. De tweede serie was gesitueerd in een flat in Dalston.
The Mighty Boosh was te zien op BBC Three en later BBC Two en is uitgezonden op de Belgische zender Canvas tijdens de show Virus.

## Stijl
The Mighty Boosh is gespecialiseerd in surreële, komische fantasie gevuld met non-sequiturs en referenties naar popcultuur. Afleveringen bevatten vaak uitgebreide muzikale gedeelten in een wijde variëteit van genres, waaronder electro, heavy metal, funk en rap en er zijn ook veel kortere liedjes tijdens de shows. Barratt schrijft en speelt de muziek zelf en zingt het psychedelische themalied dat bij het begin te horen is. Ook Fielding zingt en bespeelt instrumenten in de show, en daarnaast ontwerpt hij veel van de grafische elementen. De tv-serie heeft veel geanimeerde stukjes, poppen, en duidelijk goedkope maar indrukwekkende special effects. Fielding en Barrat nemen zelf de meeste rollen voor hun rekening, gewoonlijk waanzinnig opgemaakt en verkleed. Rich Fulcher neemt ook veel andere rollen aan in de eerste televisieserie maar minder in de tweede.
De dialogen volgen een strak script maar soms is er wel wat improvisatie. In de eerste serie opent de tv-show met Vince en Howard die het publiek aanspreken voor een toneelgordijn, en de toeschouwer wordt zo overtuigd dat Howard en Vince de show zelf schreven. Vaak eindigde de show ook zo. De tweede serie verliet dit format en startte voor de flat. In tegenstelling tot de radioserie die als "echt" gespeeld wordt, lijken de personages van de televisieseries te beseffen dat ze op tv zijn, en vooral Vince wil zich weleens tot het publiek richten en commentaar geven op de gebeurtenissen.
Er wordt weinig aandacht besteed aan continuïteit; in Stolen bijvoorbeeld, de eerste aflevering van de radioserie, ziet Bob Fossil zich ertoe gedwongen zijn bezitting van de zoo op te geven en de naam te veranderen in "Howard Moon's Fun World", maar in de tweede, Jungle, is hij terug de baas. In de eerste tv-aflevering, Killerroo, wordt onthuld dat Howard een gruwelijke misvorming heeft op zijn torso. In een latere aflevering is hij zonder hemd te zien (bijvoorbeeld in Electro en Night of the Yeti) en daar zien we geen afwijking. Bollo sterft aan het eind van Bollo, maar blijkt opmerkelijk levend in alle volgende afleveringen.

## Personages
De verschillende incarnaties van The Mighty Boosh hebben veel personages zien terugkeren, maar draaien wel rond een centrale groep van vier of vijf personages die we gewoonlijk zien verschijnen.
Howard TJ Moon (Julian Barratt): Zelfverklaarde "Jazz Maverick" en would-beromanschrijver, muzikant, fotograaf, onderzoeker, dichter, atleet, bruinvisjockey, visser en cyclist. Moon wordt beledigd en niet gerespecteerd door ieder ander belangrijk personage, hoewel Vince wel affectie voor hem vertoont. Zijn voorliefde voor jazz en literatuur lijken te duiden op een intellectueel wezen. Hij kan evenwel deze intelligentie niet vaak tentoonstellen, en wordt door anderen vaak op zijn mislukkingen gewezen, vooral wanneer hij zich pretentieus gedraagt. Howard wordt door Vince beschreven als er generisch uitziend, zoals een roze ballon. Hij heeft ook kleine oogjes, zoals een krab of Patrick Swayzey.
Vince Noir (Noel Fielding): Zelfverklaarde "King of the Mods", "Goth Fairy" en "Camden leisure pirate", alsook stijlicoon en would-bemuzikant ("Vince Noir - rock-'n-roll star!"). Hij kan praten met dieren, wat hem de bijnaam "Mowgli, de retroversie" opleverde. Vince is de beste vriend van Howard, hoewel de twee vaak ruziën. Hij lijkt te overleven op niets dan zijn uiterlijk, charme en stijl en, in tegenstelling tot Howard, is hij extreem populair. Hij kan onschuldig en kinderlijk overkomen, en heeft een diepgaande liefde voor Gary Numan, David Bowie en Mick Jagger.
Bob Fossil (Rich Fulcher): Onbekempt en, zo wordt gesuggereerd, achterlijk. Amerikaanse manager van de zoo, gekend als Bob Fossils's Funworldin de radioserie en The Zooniverse in de eerste serie van de televisieshow. Hij lijkt Vince wel te mogen, maar vertoont een intense afkeer ten opzichte van Howard. In de tv-serie lijkt hij aangetrokken te zijn tot Dixon Bainbridge (Matt Berry), die hij verkeerdelijk als een vriend beschouwt. Hij heeft beperkte kennis van de dieren en noemt ze niet bij hun naam, maar aan de hand van hun kenmerken. Zo noemt hij de beer de harige Russische tapijtman. Fossil en de zoo verschijnen niet meer in de tweede serie van de tv-show, maar Fulcher speelt wel een andere rol in iedere aflevering, onder andere de bingoleider in Nanageddon, een visser in The Legend of Old Gregg en een matroos in The Nightmare of Milky Joe. Aan het einde van deze aflevering zien we Bob Fossil nog eens, als de presentator van de "Pie-Face Showcase".
Bollo (Peter Elliott in de eerste tv-serie, Dave Brown in de tweede tv-serie en de radioserie): De oudste aap in gevangenschap. Zijn leeftijd wordt betwist: in de radioshows wordt hij beschreven als 100 jaar oud, in de tweede als 40. (Zijn publiciteitsleeftijd is wel 29.) In de radioshow en de eerste tv-serie is hij een bewoner van de zoo, voor het eerst te zien in de aflevering Mutants, aan het poseren als Julius Caesar terwijl Vince zijn portret schildert. In de tweede tv-serie is hij Naboo's handlanger en woont hij in de flat met Howard, Naboo en Vince. Sommige aspecten van zijn lange leven worden onthuld: hij heeft een vast dj-plekje in een "Roller Disco" (soort ijsschaatshal maar dan met rolschaatsen en discomuziek) die zijn status zodanig heeft bevestigd dat hij in Fabric mag draaien. Hij was ooit presentator van een praatprogramma en heeft zijn jeugdvriend vermoord door eerst zijn voeten en dan zijn hoofd af te hakken.
Naboo het Enigma (Michael Fielding): Verschijnt enkel in de tv-serie. Een mystieke en mysterieuze - maar heel erg ontspannen - sjamaan. Oorspronkelijk had hij een kiosk in de zoo, in de tweede tv-serie deelt hij een flat met Howard, Vince en Bollo. Vaker wel dan niet redt hij Howard en Vince van de gevaarlijke situaties waarin ze zich bevinden. Naboo wordt gespeeld door de broer van Noel Fielding, Michael, die per ongeluk aan de cast werd toegevoegd toen hij meeging naar het Melbourne International Comedy Festival.

## Terugkerende thema's
- Vince en Howard, die zich in de eerste serie voordoen als acteurs die zichzelf spelen in de rol van zoo-opzichters, doen weinig moeite om te verbergen dat The Mighty Boosh nogal wat beperkingen heeft qua budget. Bijvoorbeeld in Bollo, wanneer Howard Vince zogezegd een bezoekje brengt vanuit het graf:

Vince: Are you really a ghost? That is genius... [zwiert zijn arm tegen de borstkas van Howard]

Howard: What are you doing?

Vince: Sorry, I thought I could put my hand through you.

Howard: No, we spent all the budget on your hair, remember?

Vince: Sorry about that. [kijkt verleidelijk naar de camera] It is looking good.

- Veel van de grafische elementen gecreëerd door Noel Fielding bevatten polomuntjes (kleine witte donutvormige pepermuntjes) in een of andere vorm. Bijvoorbeeld in de beginsequentie zien we het logo te midden een veld van tollende polo's. Nog, in Bollo, lijken de Apenduivel en zijn handlangers grote polo's geïncorporeerd te hebben in hun outfit. "Babu-yagu", De Lifter, een komisch overdreven Cockney, gigantisch-geduimde, zwaardzwierende antagonist voor de hoofdpersonages (gespeeld door Noel) heeft een polo als linkeroog. (Hij moest namelijk "Minty Vision" bezitten.)
- Zowel Vince en Howard hebben een heel uitgesproken muzieksmaak, vooral Howard, die er enorme trots in vindt een multi-instrumentalist te zijn met een passie voor jazz die stamt uit zijn jeugd. Dit in contrast met de voorkeur van Vince voor eerder contemporaine, elektronische of op rock gebaseerde muziek, voornamelijk Gary Numan, en hij wordt verondersteld veel van de dieren bekeerd te hebben tot grote fans van deze muzikant. Jeugdsubculturen die geassocieerd worden met deze muziekstijlen worden ook behandeld, waarbij de twee belangrijkste personages zichzelf omtoveren tot bepaalde stereotypen, zoals goths, mods en rockers, vaak om indruk te maken op meisjes.
- Mrs. Gideon (gespeeld door Victoria Wicks) is de spil van Howards mislukte liefdesleven. Hoe hij ook zijn best doet, Vince lijkt toch altijd meer aandacht en erkenning dan hij te krijgen. Dit bereikt een culminatiepunt wanneer ze zich de naam van Howard niet kan herinneren nadat hij haar python, Tony, heeft teruggebracht, hoewel hij al tien jaar in de zoo werkt. Uiteindelijk ziet Vince zich gedwongen een enorm plakkaat op te houden waar "HOWARD" op geschilderd staat, om haar geheugen op te frissen. Dit thema is beperkt tot de eerste reeks.
- De show heeft een paar erg memorabele momenten waarin levenloze objecten in een scène vervangen worden door een persoon verkleed als het object. Een figurant zegt tegen Howard en Vince dat ze moeten samentroepen of dichter komen zodat ze over iets op de hoogte gebracht kunnen worden, gewoonlijk iets van essentieel belang voor de plot. Wanneer een decorstuk - gespeeld door een acteur - ook naderbij komt, wordt het terechtgewezen. (Bijvoorbeeld: "Not you, Fire!" - eerste reeks.) Hoewel dit soort grap maar zelden voorkomt, is het een favoriet geworden van de fans en heeft ze bijgedragen tot de cultstatus van de show. Het doet denken aan de poppenkasttechnieken gebruikt in The Young Ones.
- Vince helpt gewoonlijk een figurant op een of andere manier en in een paar afleveringen geven ze hem als blijk van hun dank een hoorn (of in één geval een fluit, ruim 35 euro waard) om op te blazen, voor het geval hij in gevaar verkeert. Wanneer hij dit doet zijn ze echter bezig met een of andere vreemde activiteit. De man gemaakt van schuurpapier in The Fountain of Youth is bijvoorbeeld aan het masturberen met behulp van een doe-het-zelfcatalogus wanneer Vince zijn hoorn laat horen.

## Geschiedenis

### Theateroptreden
Fielding en Barratt bedachten The Mighty Boosh toen ze meededen aan Stewart Lee's Edinburgh Festival show King Dong vs. Moby Dick waarin ze respectievelijk een reuzenpenis en een walvis speelden.
Ze brachten The Mighty Boosh zelf naar de Edinburgh Festival Fringe in 1998 en rekruteerden daarbij de komiek Rich Fulcher, die het duo had leren kennen in de televisiereeks Unnatural Acts. De show won de Perrier Comedy Award voor Beste Debutant. Ze traden het volgende jaar vaak op in het Hen en Chickens Theater in Noord-Londen en bouwden zo een cultstatus op. Terwijl ze hun bestaande personages dieper uitwerkten introduceerden ze nieuwe.
in 1999 keerden ze terug naar het Edinburgh Festival met een nieuwe show, Arctic Boosh, die iedere avond uitverkocht was en genomineerd werd voor een Perrier Award. Het was de eerste keer dat Dave Brown meewerkte aan een Boosh-show. Hij speelde een grote variëteit aan personages en trad ook op als choreograaf en fotograaf.
In 2000, terwijl ze hun derde theatershow Autoboosh opvoerden aan het Melbourne International Comedy Festival, wonnen ze de Barry Humphries Award van het festival. Noels broer Michael en zijn vriend Pete (die in Dixons, een warenhuis, werkte) gingen ook mee voor de reis maar belandden uiteindelijk elke avond op het podium met de cast. Michael werd een vaste acteur en ook Pete was te zien in de tv-serie, onder andere als een Aboriginal, een mutant en als de Pete, de vriend van Naboo, die in Dixons werkt.
In 2006 namen The Mighty Boosh hun live stage show terug op met een uitverkochte UK-tour, die culmineerde in twee extra data aan de Brixton Academy, voor het filmen van een dvd.

### Radioserie
The Boosh werden getekend door de BBC kort na het succes van Autoboosh en in oktober 2001 was The Mighty Boosh radioserie, geproduceerd door Danny Wallace voor het eerst te horen op de zender BBC London Live, daarna BBC Radio 4, en later BBC 7. Deze serie bestaande uit zes delen kreeg de Douglas Adams Award voor innovatief komisch schrijven, een prijscategorie die speciaal gecreëerd werd ter ere van deze specifieke serie en sedertdien niet meer werd uitgereikt. De set is nu beschikbaar als BBC-geluids-cd.⟩
The Mighty Boosh kwam terug op de radio op 22 oktober 2004, wanneer ze een comedy-special deden voor The Breezeblock, een show op BBC Radio 1.
Afleveringen Lijst
1. Stolen: Een mysterieus figuur, "The Phantom" genoemd, steelt dieren van de dierentuin. Howard en Vince gaan eropuit om de dief en de sinistere figuur achter de hele zaak te vatten.
2. Jungle: Aangezien ze het management van Bob Fossil beu zijn, wagen Howard en Vince zich in de Jungle Kamer, op zoek naar de voormalige dierentuineigenaar Tommy Nookah, die daar lang geleden verdween.
3. Jazz: Vince vormt een rockband, maar nadat hij de gitarist Dave ertoe drijft op te stappen, roept hij Howard op om the Spirit of Jazz te overwinnen en zijn groep te vervoegen.
4. Mutants: Wanneer opzichter Joey Moose vrijwel verscheurd wordt, gaan Howard en Vince op onderzoek uit en ontdekken ze dat Bob Fossil gemuteerd dieren kweekt om hen te verkopen aan rijke zakenmannen.
5. Tundra: Bob Fossil stuurt Vince naar Spanje en Howard naar de Noordpool om meer dieren te verzamelen voor de dierentuin. Onze helden belanden terug samen om de gevaren van de toendra tegemoet te komen.
6. Hitcher: Howard en Vince nemen Tony de garnaal mee naar de dierentuin Voor Misdadige Dieren. Onderweg ontmoeten ze een mysterieuze lifter, en belanden ze in de bizarre wereld van "The People of the Box".

Behalve "Stolen" zien we de verhaallijnen van alle radioafleveringen terug in de eerste tv-serie.

### Televisieseries
Net als vele andere succesvolle Britse komedies, bijvoorbeeld Dead Ringers, Goodness Gracious Me en Little Britain, heeft The Mighty Boosh de overgang gemaakt van radio naar televisie. In 2004 kreeg The Mighty Boosh het groen licht van de BBC. Het werd geregisseerd door Paul King en geproduceerd door Baby Cow Productions. De pilotaflevering werd geregisseerd door Steve Bendelack, en een groot deel van deze aflevering werd gebruikt in de feitelijk serie, in de aflevering Tundra.
Afleveringen
Pilootaflevering: (zie Tundra).
Serie 1
1. Killeroo: Howard wordt gechanteerd door Bob Fossil, die hem dwingt tegen een kangoeroe te vechten; Vince besluit hem te helpen door hem op te leiden.
2. Mutants: Dieren verdwijnen in de dierentuin, en wanneer Joey Moose plots ook vermist wordt besluit Howard op onderzoek uit te gaan.
3. Bollo: Bollo is terminaal ziek, maar De Dood neemt per abuis Howard mee aangezien hij als een aap verkleed is. Vince reist naar Aap-Hel om hem te redden.
4. Tundra: Nadat Dixon Bainbridge de dierentuin bezoekt om met zichzelf te pochen, reist Howard naar de Noordpool met Vince om te bewijzen dat hij een groter man is dan Bainbridge, door het ei van Mantumbi te bemachtigen. Zie ook: Pilootaflevering.
5. Jungle: Bainbridge is van plan de dierentuin te verkopen, maar Howard is vastberaden om hem hiervan te weerhouden, hij dringt binnen in de Jungle kamer om op zoek te gaan naar zijn held, Tommy, de originele eigenaar van de dierentuin die 10 jaar geleden verdwenen is.
6. Charlie: Vinces geïllustreerde verhaaltjes over een afgrijselijk kauwgomwezen Charlie genaamd worden beroemd, en hij wordt een schrijver. De droom wordt vlug verbrijzeld door schurk en dierentuineigenaar Bainbridge. Ondertussen krijgt Howard psychiatrische hulp van lokale sjamaan Naboo.
7. Electro: Vince voegt zich bij een electrogroep, maar nadat hij de keyboardspeler Johnny Two Hats zodanig dwarsligt dat hij de groep verlaat, roept hij Howard op de Spirit of Jazz te overwinnen en hem te helpen.
8. Hitcher: Een beer in de dierentuin wordt tot waanzin gedreven door zijn walging van Howard's jazz funk muziek, Howard en Vince voeren hem naar de Dierentuin Voor Misdadige Dieren. Vince leidt hen door een bosweg en al gauw verdwalen ze.

Serie 2
1. Call of the Yeti: Op een kampeervakantie ontwikkelt Howard de ambitie om een wereldberoemd fotograaf te worden.
2. The Priest and the Beast: Ter inspiratie vertelt Naboo Howard en Vince het verhaal van Rudi Van Disario en Spider Dijon, de bongo broeders die op zoeken gingen naar het nieuwe geluid.
3. Nanageddon: In een poging om indruk te maken op twee gothic meisjes bevrijden Howard en Vince een kwaadaardige demon.
4. The Fountain of Youth: Howard en Vince reizen naar Xooberon om de fontein der jeugd te vinden. Een oude vijand heeft echter hetzelfde doel op het oog.
5. The Legend of Old Gregg: Na een flop van een optreden gaan Vince en Howard op een vistochtje om de creatieve sappen te laten vloeien.
6. The Nightmare of Milky Joe: Howard en Vince zijn gestrand op een woestijneiland met enkel Howard's basisgereedschappen en een Kings of Leon-cd, nadat ze in zee gestort werden omdat Vince de kapitein een nachtelijke kapbeurt toegedeeld had.

Serie 3
1. Eels: Als Naboo de winkel in handen van Vince en Howard achterlaat, resulteert dit al snel in een verkoopwedstrijd. Alles gaat goed tot Howard plots wordt bedreigd door een mysterieuze figuur.
2. Journey to the centre of the punk: Om indruk te maken op zijn nieuwe punkvrienden, bijt Vince in een zeldzame jazzplaat, waarbij hij een vreemde ziekte oploopt. Howard snelt te hulp om zijn vriend te redden.
3. The power of the crimp: Vince zit erg in de put als hij merkt dat iemand hem nadoet. Howard probeert hem te troosten maar zodra de valse Vince zich een valse Howard aanschaft, breekt er zowaar een soort oorlog uit.
4. The strange tale of the Crack Fox: Wanneer Vince het vuilnis buitenzet aan de verkeerde kant, ontdekt hij een vreemd wezen.
5. Party: Howard is jarig maar heeft weinig zin om dat te vieren. Vince doet toch een poging om er op zijn manier een feestje van te maken.
6. Sammy the crab: Howard wil dolgraag acteur worden, maar heeft last van plankenkoorts. Vince probeert op zijn beurt de nieuwe zanger van The Black Tubes te worden.

### The Mighty Boosh2006 tournee
The Boosh ging terug op tournee in 2006. Het hoofdverhaal, "The Ruby of Kukundu" - waarin Howard en Vince respectievelijk naar de Noordpool en Spanje reizen op zoek naar het mystieke juweel dat het leven van Naboo, die geveld is door De Lifter, kan redden - rust sterk op het bekende "Tundra" scenario, dat reeds gebruikt werd in de tv-pilotaflevering, zowel de tv- en radioserie, en de Edinburgh-show Arctic Boosh. Alle hoofdpersonages komen samen in de tournee - Vince, Howard, Bob Fossil, Naboo en Bollo - zowel als de meest populaire bijrollen - de Maan, De Lifter, Old Gregg en Rudi Van Disario.
Gezien het enorme succes van de liveopvoeringen werden twee data toegevoegd aan de Brixton Academy, voor 21 en 22 april, 2006. Op deze dagen werd de tweedelige live-dvd gefilmd, die uitkwam op 13 november 2006.

## Trivia
- In de loop van de tv-serie worden euro's gebruikt, hoewel de serie gesitueerd is in Groot-Brittannië, waar het pond sterling de huidige valuta is.
- Michael Fielding (Naboo) werkt overdag in the HMV in London Victoria station.